# Nazionale maschile di hockey su ghiaccio degli Stati Uniti d'America
La nazionale di hockey su ghiaccio degli Stati Uniti (United States men's national ice hockey team) è la selezione che rappresenta gli Stati Uniti nelle competizioni internazionali. È controllata dalla federazione nazionale statunitense, USA Hockey. È una delle nazionali più importanti: nel 2008 era al sesto posto del ranking mondiale della IIHF.

## Storia
Nonostante sia sempre stata tradizionalmente una delle squadre più forti, nel palmarès a stelle e strisce figurano solo due ori mondiali, vinti nel 1933 e nel 1960 (si trattava del torneo olimpico, poiché all'epoca i mondiali non si disputavano negli anni olimpici) e due ori olimpici, vinti nel 1960 e nel 1980.
In particolare il torneo olimpico del 1980 a Lake Placid è il risultato più prestigioso per l'hockey su ghiaccio americano ed è ritenuto come uno dei più grandi successi ottenuti dall sport americano in generale, tale da essere ricordato come il Miracolo sul ghiaccio: una squadra formata da dilettanti, universitari e qualche professionista (senza grande esperienza) riuscì nell'impresa di sconfiggere i temutissimi avversari dell'Unione Sovietica e ad aggiudicarsi in seguito l'oro.
In tempi più recenti i migliori risultati sono stati l'argento a Salt Lake City nel 2002 e la vittoria nella World Cup of Hockey nel 1996. L'ultima medaglia è arrivata nel 2015: il bronzo nei mondiali in Repubblica Ceca. Nello stesso anno la squadra non è riuscita a difendere il titolo nella World Cup of Hockey venendo sconfitta dalla Finlandia.
Il medagliere statunitense comprende anche, oltre ai quattro ori sopra citati, nove argenti e cinque bronzi ai mondiali e sette argenti e un bronzo alle Olimpiadi. Inoltre, figurano una Spengler Cup (1988) e due Deutschland Cup (2003 e 2004).

## Statistiche

### Mondiali
| Edizione | Sede                                         | Piazzamento                                               |        |
| -------- | -------------------------------------------- | --------------------------------------------------------- | ------ |
| 1920     | Anversa (Olimpiadi invernali)                | 2º posto                                                  | roster |
| 1924     | Chamonix (Olimpiadi invernali)               | 2º posto                                                  | roster |
| 1928     |                                              | n/d                                                       |        |
| 1930     |                                              | n/d                                                       |        |
| 1931     | Krynica                                      | 2º posto                                                  | roster |
| 1932     | Lake Placid (Olimpiadi invernali)            | 2º posto                                                  | roster |
| 1933     | Praga                                        | 1º posto                                                  | roster |
| 1934     | Milano                                       | 2º posto                                                  | roster |
| 1935     |                                              | n/d                                                       |        |
| 1936     | Garmisch-Partenkirchen (Olimpiadi invernali) | 3º posto                                                  | roster |
| 1937     |                                              | n/d                                                       |        |
| 1938     | Praga                                        | 7º posto                                                  | roster |
| 1939     | Basilea e Zurigo                             | 2º posto                                                  | roster |
| 1947     | Praga                                        | 5º posto                                                  | roster |
| 1948     | Sankt Moritz (Olimpiadi invernali)           | 4º posto                                                  | roster |
| 1949     | Stoccolma                                    | 3º posto                                                  | roster |
| 1950     | Londra                                       | 2º posto                                                  | roster |
| 1951     | Parigi                                       | 6º posto                                                  | roster |
| 1952     | Oslo (Olimpiadi invernali)                   | 2º posto                                                  | roster |
| 1953     |                                              | n/d                                                       |        |
| 1954     |                                              | n/d                                                       |        |
| 1955     | Colonia, Düsseldorf, Krefeld e Dortmund      | 4º posto                                                  | roster |
| 1956     | Cortina d'Ampezzo (Olimpiadi invernali)      | 2º posto                                                  | roster |
| 1957     |                                              | n/d                                                       |        |
| 1958     | Oslo                                         | 5º posto                                                  | roster |
| 1959     | Cecoslovacchia                               | 4º posto                                                  | roster |
| 1960     | Squaw Valley (Olimpiadi invernali)           | 1º posto                                                  | roster |
| 1961     | Ginevra e Losanna                            | 6º posto                                                  | roster |
| 1962     | Colorado Springs e Denver                    | 3º posto                                                  | roster |
| 1963     | Stoccolma                                    | 8º posto                                                  | roster |
| 1964     | Innsbruck (Olimpiadi invernali)              | 5º posto                                                  | roster |
| 1965     | Tampere                                      | 6º posto                                                  | roster |
| 1966     | Lubiana                                      | 6º posto                                                  | roster |
| 1967     | Vienna                                       | 5º posto                                                  | roster |
| 1968     | Grenoble (Olimpiadi invernali)               | 6º posto                                                  | roster |
| 1969     | Stoccolma                                    | 6º posto                                                  | roster |
| 1970     | Bucarest                                     | 7º posto (1º posto nel Gruppo B)                          | roster |
| 1971     | Ginevra e Berna                              | 6º posto                                                  | roster |
| 1972     | Bucarest                                     | 8º posto (2º posto nel Gruppo B)                          | roster |
| 1973     | Graz                                         | 8º posto (2º posto nel Gruppo B)                          | roster |
| 1974     | Lubiana                                      | 7º posto (1º posto nel Gruppo B)                          | roster |
| 1975     | Monaco e Düsseldorf                          | 6º posto                                                  | roster |
| 1976     | Katowice                                     | 4º posto                                                  | roster |
| 1977     | Vienna                                       | 6º posto                                                  | roster |
| 1978     | Praga                                        | 6º posto                                                  | roster |
| 1979     | Mosca                                        | 7º posto                                                  | roster |
| 1981     | Göteborg                                     | 5º posto                                                  | roster |
| 1982     | Helsinki e Tampere                           | 8º posto                                                  | roster |
| 1983     | Tokyo                                        | 9º posto (1º posto nel Gruppo B)                          | roster |
| 1985     | Praga                                        | 4º posto                                                  | roster |
| 1986     | Mosca                                        | 6º posto                                                  | roster |
| 1987     | Vienna                                       | 7º posto                                                  | roster |
| 1989     | Stoccolma e Södertälje                       | 6º posto                                                  | roster |
| 1990     | Berna e Friburgo                             | 5º posto                                                  | roster |
| 1991     | Turku, Tampere e Helsinki                    | 4º posto                                                  | roster |
| 1992     | Praga e Bratislava                           | 7º posto                                                  | roster |
| 1993     | Monaco di Baviera e Dortmund                 | 6º posto                                                  | roster |
| 1994     | Bolzano, Canazei e Milano                    | 4º posto                                                  | roster |
| 1995     | Stoccolma e Gävle                            | 6º posto                                                  | roster |
| 1996     | Vienna                                       | 3º posto                                                  | roster |
| 1997     | Helsinki, Tampere e Turku                    | 6º posto                                                  | roster |
| 1998     | Zurigo e Basilea                             | 12º posto                                                 | roster |
| 1999     | Oslo, Hamar e Lillehammer                    | 6º posto                                                  | roster |
| 2000     | San Pietroburgo                              | 5º posto                                                  | roster |
| 2001     | Colonia, Norimberga e Hannover               | 4º posto                                                  | roster |
| 2002     | Göteborg, Jönköping e Karlstad               | 7º posto                                                  | roster |
| 2003     | Helsinki, Tampere e Turku                    | 13º posto                                                 | roster |
| 2004     | Praga e Ostrava                              | 3º posto                                                  | roster |
| 2005     | Vienna e Innsbruck                           | 6º posto                                                  | roster |
| 2006     | Riga                                         | 7º posto                                                  | roster |
| 2007     | Mosca e Mytišči                              | 5º posto                                                  | roster |
| 2008     | Québec e Halifax                             | 6º posto                                                  | roster |
| 2009     | Berna e Kloten                               | 4º posto                                                  | roster |
| 2010     | Colonia, Mannheim e Gelsenkirchen            | 13º posto                                                 | roster |
| 2011     | Bratislava e Košice                          | 8º posto                                                  | roster |
| 2012     | Helsinki e Stoccolma                         | 7º posto                                                  | roster |
| 2013     | Stoccolma e Helsinki                         | 3º posto                                                  | roster |
| 2014     | Minsk                                        | 6º posto                                                  | roster |
| 2015     | Praga e Ostrava                              | 3º posto                                                  | roster |
| 2016     | Mosca e San Pietroburgo                      | 4º posto                                                  | roster |
| 2017     | Colonia e Parigi                             | 5º posto                                                  | roster |
| 2018     | Copenaghen e Herning                         | 3º posto                                                  | roster |
| 2019     | Bratislava e Košice                          | 7º posto                                                  | roster |
| 2020     |                                              | Competizioni annullate a causa della pandemia di COVID-19 |        |
| 2021     | Riga                                         | 3º posto                                                  | roster |

### Olimpiadi
| Edizione | Sede                   | Piazzamento |        |
| -------- | ---------------------- | ----------- | ------ |
| 1920     | Anversa                | 2º posto    | roster |
| 1924     | Chamonix               | 2º posto    | roster |
| 1928     | Sankt Moritz           | n/d         |        |
| 1932     | Lake Placid            | 2º posto    | roster |
| 1936     | Garmisch-Partenkirchen | 3º posto    | roster |
| 1948     | Sankt Moritz           | 4º posto    | roster |
| 1952     | Oslo                   | 2º posto    | roster |
| 1956     | Cortina d'Ampezzo      | 2º posto    | roster |
| 1960     | Squaw Valley           | 1º posto    | roster |
| 1964     | Innsbruck              | 5º posto    | roster |
| 1968     | Grenoble               | 6º posto    | roster |
| 1972     | Sapporo                | 2º posto    | roster |
| 1976     | Innsbruck              | 5º posto    | roster |
| 1980     | Lake Placid            | 1º posto    | roster |
| 1984     | Sarajevo               | 7º posto    | roster |
| 1988     | Calgary                | 7º posto    | roster |
| 1992     | Albertville            | 4º posto    | roster |
| 1994     | Lillehammer            | 8º posto    | roster |
| 1998     | Nagano                 | 6º posto    | roster |
| 2002     | Salt Lake City         | 2º posto    | roster |
| 2006     | Torino                 | 8º posto    | roster |
| 2010     | Vancouver              | 2º posto    | roster |
| 2014     | Soči                   | 4º posto    | roster |
| 2018     | Pyeongchang            | 7º posto    | roster |

### Canada Cup e World Cup of Hockey
| Anno | Competizione        | Sede                                                                                               | Piazzamento |        |
| ---- | ------------------- | -------------------------------------------------------------------------------------------------- | ----------- | ------ |
| 1976 | Canada Cup          | Ottawa, Toronto, Montréal Filadelfia                                                               | 5º posto    | roster |
| 1981 | Canada Cup          | Edmonton, Winnipeg, Montréal e Ottawa                                                              | 4º posto    | roster |
| 1984 | Canada Cup          | Halifax, Montréal, London, Edmonton, Vancouver, Calgary Buffalo                                    | 4º posto    | roster |
| 1987 | Canada Cup          | Calgary, Hamilton, Regina, Sydney, Montréal Hartford                                               | 5º posto    | roster |
| 1991 | Canada Cup          | Toronto, Hamilton, Saskatoon, Montréal, Québec Pittsburgh, Detroit e Chicago                       | 2º posto    | roster |
| 1996 | World Cup of Hockey | Vancouver, Ottawa e Montréal New York e Filadelfia Stoccolma Helsinki Garmisch-Partenkirchen Praga | 1º posto    | roster |
| 2004 | World Cup of Hockey | Toronto e Montréal Saint Paul Stoccolma Helsinki Colonia Praga                                     | 4º posto    | roster |
| 2016 | World Cup of Hockey | Toronto                                                                                            | 7º posto    | roster |